# Kabir Bedi
Kabir Bedi (16. siječnja 1946., Punjab, Indija) indijski je filmski i televizijski glumac koji je 1970.-ih stekao međunarodnu slavu naslovnom ulogom u popularnoj TV-seriji Sandokan. Godine 1983. je tumačio ulogu negativca Gobinde u Octopussyju, filmu iz serije o Jamesu Bondu.
Iako je započeo svoju glumu kao kazališni glumac, kasnije gradi svoju filmsku karijeru prvo kao bollywoodski glumac a zatim nastupa i u serijama europske i američke produkcije. Zasigurno mu je najpoznatije uloga u mini seriji o Sandokanu ali glumio je i u drugim serijama kao npr. Dinastija, Highlander, Magnum, Knight Rider.
Pored hindija govori tečno engleski i talijanski. Megapopularan u Italiji a u lipnju 2010. godine biva nagrađen Ordenom za zasluge Talijanske Republike (tal. "Ordine al merito della Repubblica Italiana").

## Vanjske poveznice
- Kabir Bedi na Internet Movie Database
- Službena stranica